# Sumo
El sumo (相撲) és un esport de contacte competitiu on un lluitador (rikishi) intenta treure a l'altre d'un cercle de combat (dohyo) o que toqui a terra amb qualsevol part del cos que no siguin les plantes dels peus. L'esport es va originar al Japó, l'únic país on es practica professionalment. El japonesos consideren el sumo un gendai budō (una moderna art marcial japonesa), encara que l'esport té una història que abasta molts segles.
El sumo és una tradició molt antiga, i fins i tot avui en dia inclou molts elements rituals, com l'ús de la sal per a la purificació. Va haver-hi un temps en què el sumo va ser utilitzat a la religió xintoista.
A més del seu ús com una prova de força en el combat, el gran també s'ha associat amb el ritual xintoista, i fins i tot certs santuaris dur a terme formes de dansa ritual on es diu que un ésser humà per lluitar amb un kami (un esperit diví Shinto); veure orígens xintoistes de sumo. Era un ritual important en la cort imperial. Els representants de cada província se'ls va ordenar assistir a la competició en el tennis i lluita. Estaven obligats a pagar pels seus propis viatges. El concurs es coneix com a Sumai no sechie o "partit Sumai." 
Creu-la influència d'altres nacions adjacents al Japó, que comparteixen moltes tradicions culturals, no es pot descartar, ja que també compten amb estils de lluita tradicional que guarden semblança amb el sumo. Els exemples notables inclouen la lluita mongola, la xinesa Shuai jiao (摔角) i la lluita coreana o Ssireum.

## Etimologia
La paraula sumō prové al verb sumau/sumafu, que significa "competir" o "lluitar". La paraula escrita vé de l'expressió sumai no sechi (相撲 の 節), que era una competició de lluita lliure que es feia a la cort imperial durant el període Heian. Els caràcters de sumai, o sumō actualment, signifiquen "colpejar-se mútuament". També hi ha una grafia alternativa de 角力, que es pot trobar al Nihon Shoki. Aquí, el primer caràcter significa "cantonada", però serveix com a element fonètic ja que una lectura n'és sumi, mentre que el segon caràcter significa "força".
Sumo també és un terme general per a la lluita lliure en japonès. Per exemple, udezumō (腕 相撲) significa "lluita de braços", i yubizumō (指 相撲) significa "lluita de dits". El sumo professional, regulat per l'Associació Japonesa de Sumo, es diu ōzumō (大 相撲), o "gran sumo".

## Història

### Antiguitat (anterior al 1185)

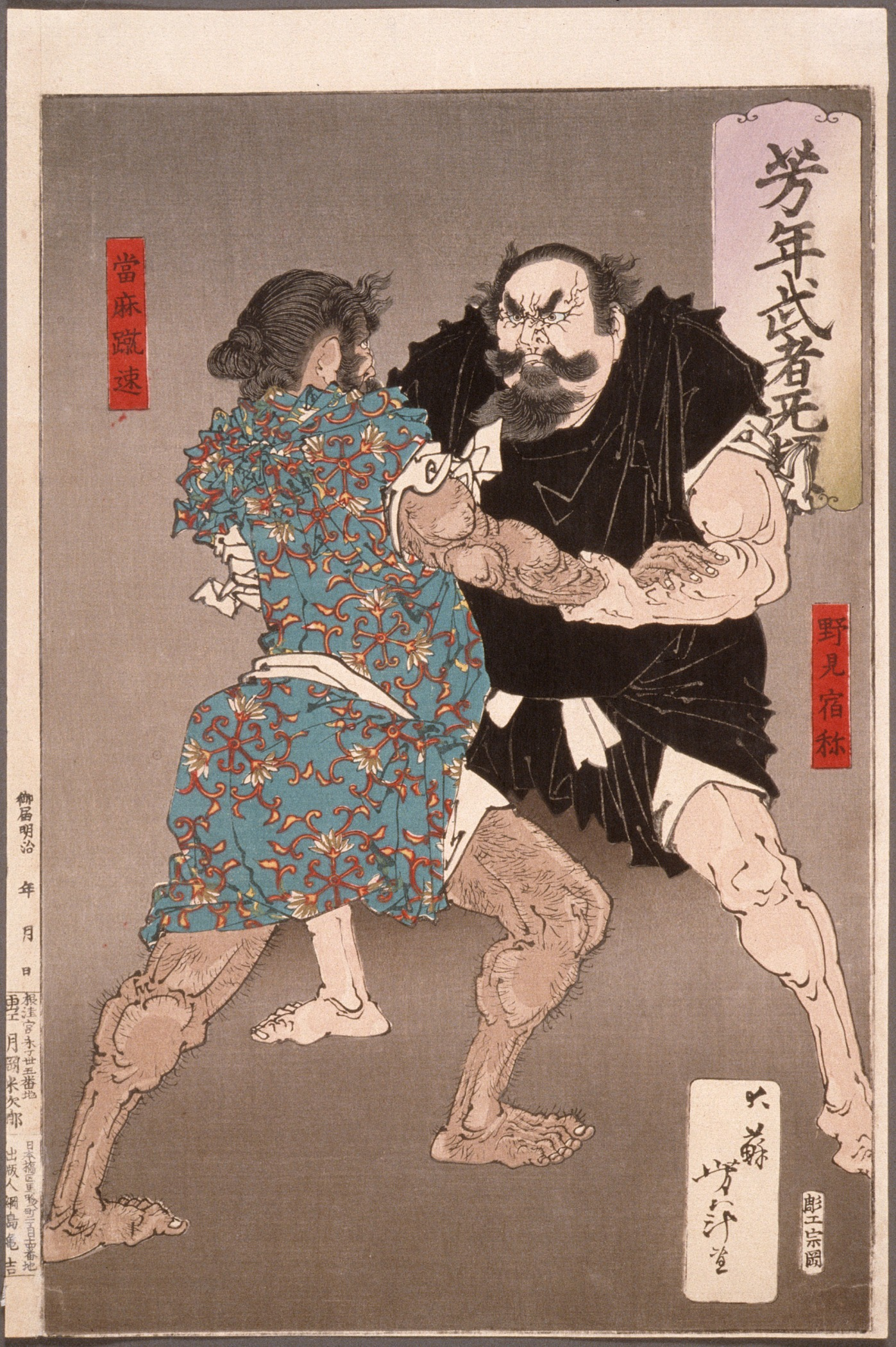
Nomi no Sukune lluitant amb Taima no Kehaya. Dibuix de Tsukioka Yoshitoshi (1885).

Les pintures murals prehistòriques indiquen que el sumo va néixer d'un ball ritual agrícola, realitzat en oració, per obtenir una bona collita. La primera menció escrita sobre el sumo apareix en un manuscrit de Kojiki que data del 712, on s'hi descriu com es va decidir la possessió de les illes japoneses en un combat de lluita entre els kami, coneguts com Takemikazuchi, i els Takeminakata.
Takemikazuchi era déu del tro, l’ús de l'espasa i la conquesta, creat a partir de la sang que es va vessar quan Izanagi va matar el dimoni del foc Kagu-tsuchi. Takeminakata era déu de l’aigua, el vent, l’agricultura i la caça, i un descendent llunyà del déu de la tempesta Susanoo. Quan Takemikazuchi va intentar conquerir la terra d'Izumo, Takeminakata el va desafiar en el combat cos a cos. En el seu cos a cos, Takemikazuchi va agafar el braç de Takeminakata i el va esclafar "com a una canya", derrotant així a Takeminakata i reclamant Izumo.
El Nihon Shoki, publicat el 720, data el primer partit de sumo entre mortals l’any 23 aC, quan un home anomenat Nomi no Sukune va lluitar contra Taima no Kuehaya a petició de l'emperador Suinin i el va acabar matant, convertint-se així en l’avantpassat mitològic del sumo. Segons el Nihon Shoki, Nomi va trencar una costella de Taima amb una puntada, i el va acabar matant amb una puntada a l'esquena. Fins a l'edat mitjana japonesa, aquesta forma de lluita lliure no regulada sovint es combatia fins a la mort d'un dels combatents.
Les primeres lluites de sumo històricament testificades es van organitzar el 642 a la cort de l'emperadriu Kōgyoku per entretenir una legació coreana. En els segles següents, la popularitat del sumo a la cort va augmentar la seva importància cerimonial i religiosa. Els esdeveniments regulars a la cort de l'emperador, el sumai no sechie i l'establiment del primer conjunt de regles per al sumo van arribar en l'època de màxima esplendor cultural del període Heian.

### Edat mitjana japonesa (1185-1603)
Amb el col·lapse de l'autoritat central de l'emperador, el sumo va perdre la seva importància a la cort; durant el període Kamakura el sumo va passar de ser una lluita cerimonial a una forma d'entrenament militar de combat entre samurais. En el període Muromachi, el sumo ja havia deixat de ser un divertiment de la cort i s'havia convertit en un esdeveniment popular per a les masses, i entre els dàimio es va fer habitual patrocinar els lluitadors. Sumotori, que va lluitar amb èxit pel favor d'un dàimio, va rebre un generós suport i l'estatus de samurai. Oda Nobunaga, un aficionat de l'esport, va celebrar un torneig de 1.500 lluitadors el febrer de 1578. Com que s’havien de celebrar diversos combats simultàniament dins del castell d’Oda Nobunaga, es van delimitar arenes circulars per accelerar els tràmits i per mantenir la seguretat dels espectadors. Aquest esdeveniment marca la invenció del dohyō, que es s'aniria desenvolupant fins al segle xviii fins a aconseguir la seva forma actual. El guanyador del torneig de Nobunaga va rebre una reverència per haver estat vencedor i es va posar a ballar per mostrar al senyor de la guerra el seu agraïment.

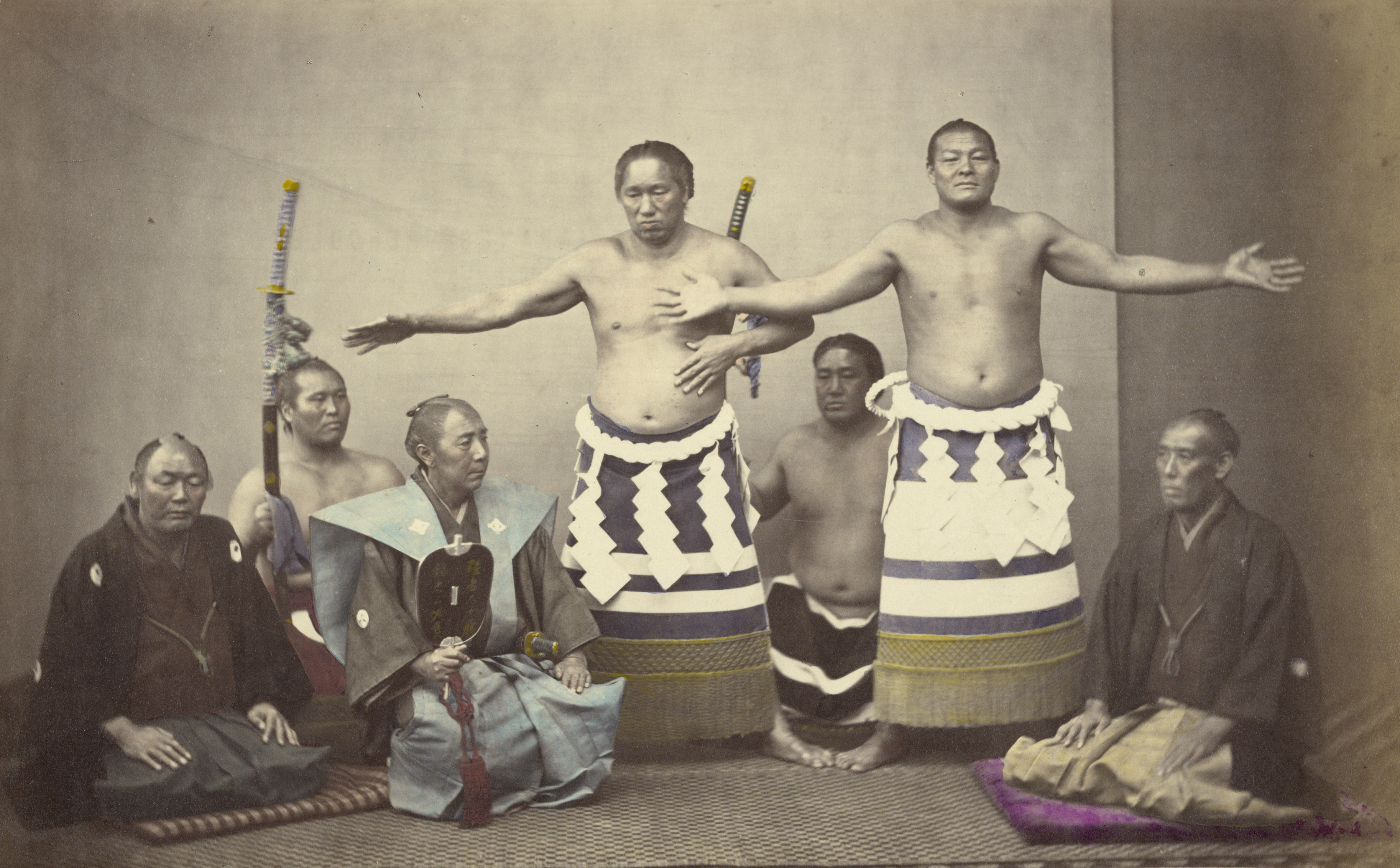
L'11è Yokozuna, Shiranui Kōemon i el 13è Yokozuna, Kimenzan Tanigorō (1866).

### Període Edo (1603-1867)
Com que el sumo s'havia convertit en una molèstia a causa dels combats salvatges als carrers, particularment a Edo, el sumo va ser prohibit temporalment a la ciutat durant el període Edo. El 1684 es va permetre celebrar sumo per a esdeveniments benèfics a la propietat dels santuaris sintoistes, com era habitual a Kyoto i Osaka. El primer torneig autoritzat va tenir lloc al santuari Tomioka Hachiman. Es va desenvolupar una organització oficial de sumo, que consistia en lluitadors professionals a la disposició de l'administració Edo. Molts elements daten d’aquest període, com el dohyō-iri (cerimònia d'entrada), el sistema heya (lloc de residència i entrenament), el gyōji (àrbitre) i el mawashi (cinta de seda que vesteixen els lluitadors). El segle xviii va produir diversos lluitadors notables com Raiden Tameemon, Onogawa Kisaburō i Tanikaze Kajinosuke, el primer yokozuna històric (el rang més alt en el sumo).

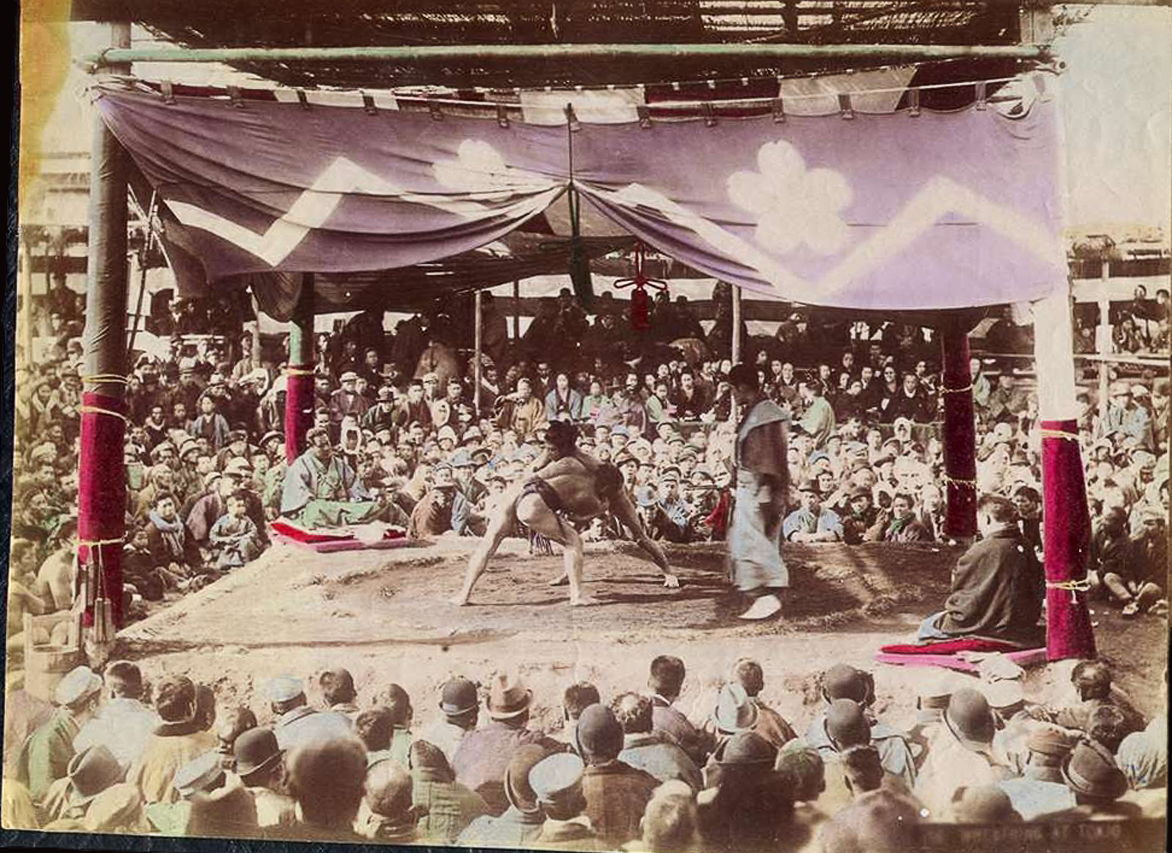
Combat de sumo a Tòquio pels volts de 1890.

### Des del 1868
La Restauració Meiji de 1868 va provocar la fi del sistema feudal, i amb ell els rics dàimio que patrocinaven el sumo. A causa d'una nova admiració per la cultura occidental, el sumo s'havia convertit en una mena de relíquia vergonyosa i endarrerida, i les disputes internes van dividir l'associació central. La popularitat del sumo es va restablir quan l'emperador Meiji va organitzar un torneig el 1884; el seu exemple faria del sumo un símbol nacional i contribuiria al sentiment nacionalista després dels èxits militars contra Corea i la Xina. L'Associació Japonesa de Sumo es va reunir el 28 de desembre de 1925 i va augmentar el nombre de torneigs anuals de dos a quatre, i després a sis el 1958. La durada dels torneigs es va ampliar de deu a quinze dies el 1949.

## Normes i costums
El principi elemental del sumo és que un combat es decideix quan un lluitador trepitja el terra fora del dohyō circular (anell) o bé tocant-lo amb una part del cos diferent que no siguin els peus. Els lluitadors intenten aconseguir-ho empenyent, llançant, colpejant i sovint enganyant a l'oponent. Actualment, l'Associació Japonesa de Sumo distingeix 82 kimarite (tècniques guanyadores), algunes de les quals provenen del judo. Els moviments il·legals s’anomenen kinjita, que inclouen estrangulació, estirament de cabells, flexió dels dits, agafament de la zona de l'entrecuix, puntades de peu, colpejar o ferir els ulls, cops de puny i colpejar simultàniament les dues orelles de l’adversari. Les formes bàsiques més habituals són agafar l’adversari pel mawashi (cinturó) i després forçar-lo a sortir, estil anomenat yotsu-zumō (四 つ 相撲), o empènyer l’adversari fora del ring sense una subjecció ferma, estil anomenat oshi -zumō (押 し 相撲).

### Dohyō

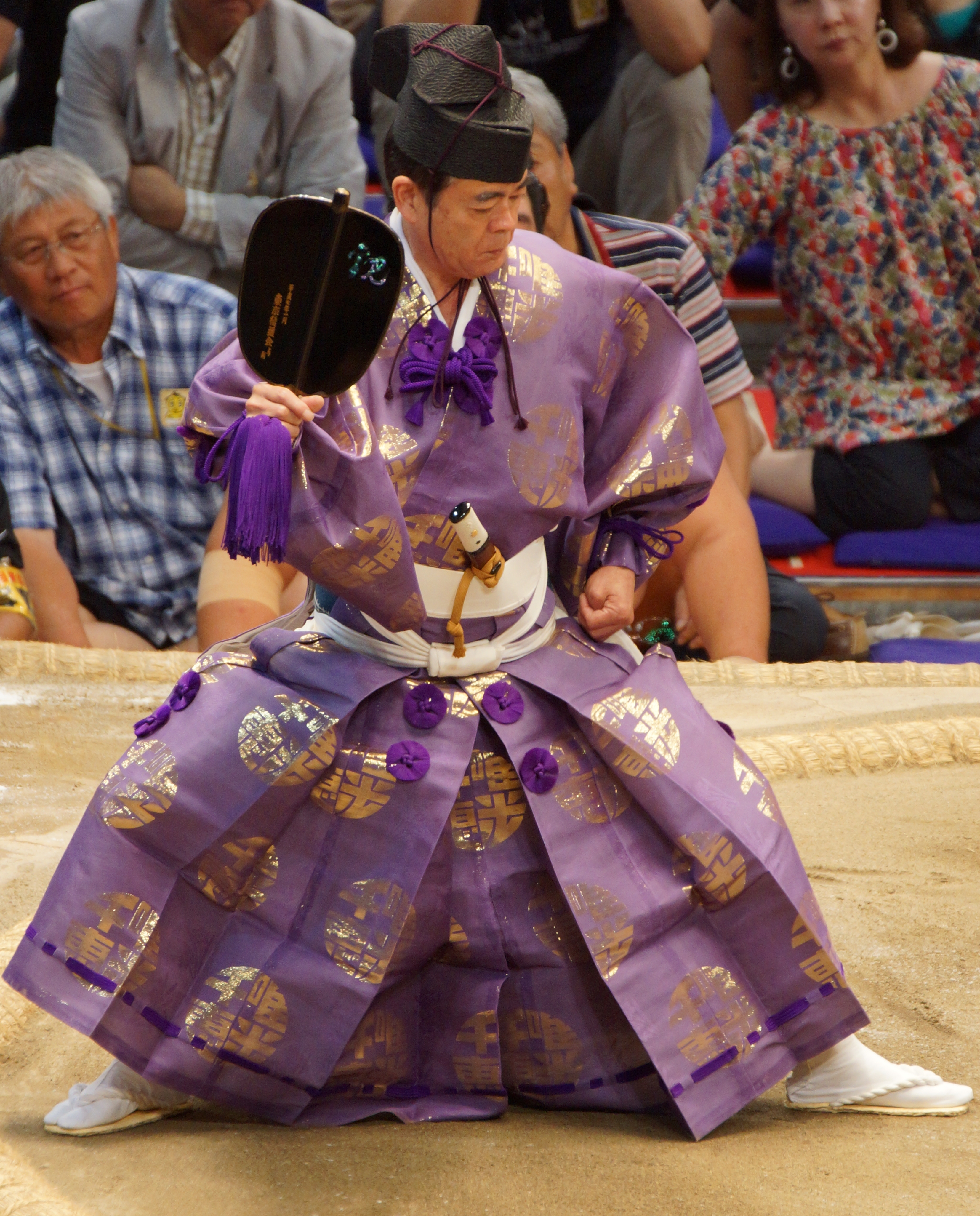
El gyoji Kimura Shōnosuke el 2012.

El dohyō, que és construït i mantingut pel yobidashi (locutor), consisteix en una plataforma elevada sobre la qual hi ha un cercle de 4,55 m de diàmetre delimitat per una sèrie de farcells de palla d’arròs. Al mig del cercle hi ha dues línies de sortida (shikiri-sen), darrere de les quals els lluitadors s’alinien cap al tachi-ai, la càrrega sincronitzada que inicia la lluita. La direcció del combat correspon al gyōji, un àrbitre que rep l'ajuda de cinc shimpan (jutges). En algunes situacions, pot ser necessària una revisió de la decisió del gyōji. El shimpan pot convocar una reunió al centre del ring, anomenada mono-ii. Això es fa si els jutges decideixen que cal revisar la decisió sobre qui ha guanyat el combat; per exemple, si els dos lluitadors semblen tocar el terra o sortir del cercle al mateix temps. En aquests casos, de vegades es revisa el vídeo per veure millor què és el que ha passat. Un cop presa una decisió, el jutge en cap l'anuncia tant als espectadors com als lluitadors. També poden ordenar que es reiniciï un combat o deixar la decisió tal com l'ha decidit el gyōji. De tant en tant, el shimpan anul·la la decisió del gyōji i dona el combat a l'altre lluitador. En algunes poques ocasions, l'àrbitre o els jutges poden atorgar la victòria al lluitador que ha tocat primer el terra. Això passa si tots dos lluitadors toquen a terra gairebé al mateix temps i es decideix que el lluitador que l'ha tocat en segon lloc no tenia possibilitats de guanyar, el sumo superior del seu oponent l'havia situat en una posició irrecuperable. El lluitador perdedor en aquest cas es coneix com a shini-tai (cos mort).

### Durada
La durada màxima d’un partit varia en funció de la divisió. A la divisió superior, el límit és de quatre minuts, tot i que els partits solen durar uns segons. Si el partit encara no ha acabat després que hagi transcorregut el temps assignat, es fa un mizu-iri (descans per a prendre aigua), després del qual els lluitadors continuen la lluita des de les seves posicions anteriors. Si malgrat tot no surt un guanyador al cap de quatre minuts més, la lluita es reinicia des del tachi-ai després d'un altre mizu-iri. Si ni així s'assoleix un vencedor, el resultat es considera un empat. L'empat és un resultat extremadament rar, ja que el darrer que es va aconseguir va ser el setembre de 1974.

### Cerimònies
Un atractiu especial del sumo és la varietat de cerimònies i rituals que s'hi donen, alguns dels quals estan íntimament relacionats amb aquest esport i no han patit canvis durant segles. Cal esmentar les cerimònies d’entrada al cercle (dohyō-iri) al començament de cada dia de torneig, en què els lluitadors apareixen al cercle en elaborats kesho-mawashi, el llançament de sal a l’anell per part dels lluitadors, que serveix com a neteja simbòlica, o l'esbandida la boca amb chikara-mizu (aigua poderosa) abans d'una lluita, que és similar al ritual que es fa abans d'entrar a un santuari sintoista. A més, abans que comenci un partit, els dos lluitadors realitzen i repeteixen una rutina d’escalfament anomenada shikiri. A la divisió superior s'assignen quatre minuts per al shikiri, mentre que a la segona divisió se li'n donen tres, després dels quals el jutge que du el cronòmetre indica al gyōji que el temps ha passat.

### Pes dels lluitadors
Tradicionalment, els lluitadors de sumo són reconeguts per la seva gran corpulència, que sovint esdevé un factor guanyador en aquest esport. No s’utilitzen divisions de pes en el sumo professional; un lluitador de vegades pot enfrontar-se a un oponent el doble del seu propi pes. No obstant això, amb una tècnica superior, els lluitadors més petits poden controlar i derrotar oponents molt més grossos. El pes mitjà dels lluitadors de primera divisió ha anat augmentant, passant dels 125 quilograms el 1969 a més de 150 quilograms el 1991; el gener de 2019 es va assolir un rècord de 166 quilograms.

## Sumo professional
L'Associació Japonesa de Sumo (AJS) és l'organ gestor del sumo professional. Els membres de l'associació, anomenats oyakata, són tots antics lluitadors i són les úniques persones amb dret a formar nous lluitadors. Tots els lluitadors professionals han de ser membres d’un centre d’entrenament (o heya) dirigit per un oyakata, que és el mestre del centre de lluitadors que hi ha sota el seu comandament. El 2007 hi havia 43 heya amb 660 lluitadors.

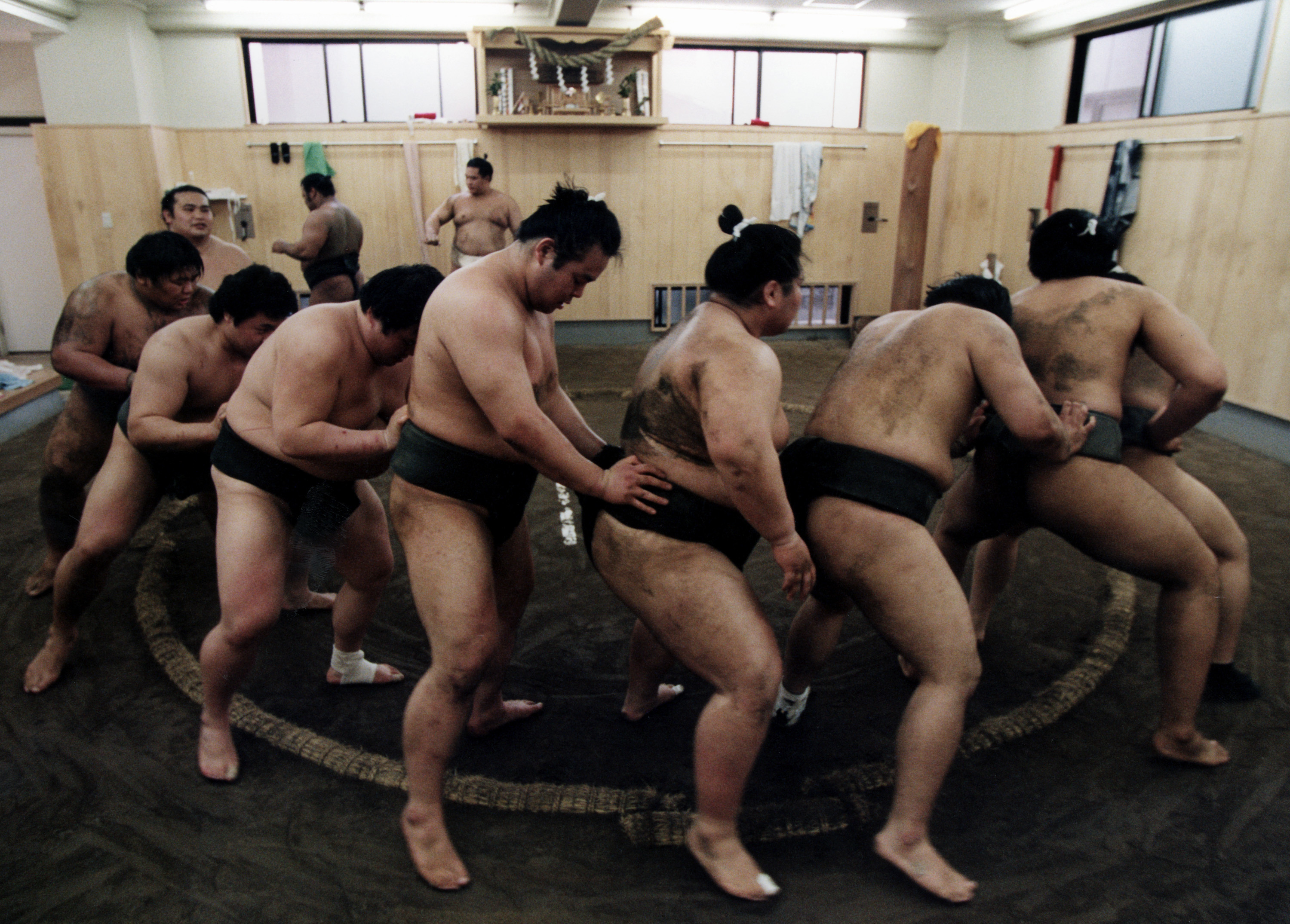
Joves lluitadors de sumo de baixa graduació al centre Tomozuna de Tòquio. Acaben la seva rutina d’entrenament diària amb un exercici de trepitjar peus.

Per convertir-se en professionals, els lluitadors han d'haver completat almenys nou anys d'educació obligatòria i complir els requisits mínims d'alçada i pes. El 1994, l'Associació Japonesa de Sumo va exigir que tots els lluitadors de sumo tinguessin una alçada mínima de 173 centímetres. Això va provocar que Takeji Harada, de 16 anys (que ja havia suspès sis proves d’elegibilitat anteriors), es fes quatre cirurgies durant un període de 12 mesos per afegir 15 cm de silicona al cuir cabellut, el que li va creava una gran protuberància al cap. En resposta a això, l'AJS va declarar que deixarien d'acceptar aspirants a lluitador que haguessin de millorar quirúrgicament la seva alçada per a ser admesos, al·legant qüestions de salut. El 2019, el diari The Japan Times va informar que el requisit d’alçada eren llavors de 167 cm, mentre que el pes era mínim era de 67 kg. Tanmateix també van afirmar que sovint es fa la vista grossa per a aquells que gairebé arriben als mínims.
Tots els lluitadors de sumo prenen noms de lluita anomenats shikona (四 股 名), que poden estar relacionats o no amb els seus noms reals. Sovint els lluitadors tenen poques opcions en la tria dels seus noms, ja que els els donen o bé els seus mestres del centre d'entrenament, o un simpatitzant o un familiar que els ha animat a practicar l'esport. Això és es fa sobretot amb als lluitadors d'origen estranger. Un lluitador pot canviar el seu nom de lluitador durant la seva carrera, alguns l'han canviat diverses vegades.
La lluita de sumo professional té una jerarquia estricta basada en els mèrits esportius. Els lluitadors es classifiquen segons un sistema que es remunta al període Edo. Es promocionen o degraden segons el seu rendiment en sis torneigs oficials celebrats al llarg de l'any, que s'anomenen honbasho. Un banzuke acuradament preparat amb la llista completa de la jerarquia es publica dues setmanes abans de cada torneig de sumo.
A més dels torneigs professionals, cada any se celebren competicions d’exhibició al Japó, i aproximadament un cop cada dos anys els lluitadors més ben classificats visiten un país estranger per fer aquestes exhibicions. Cap d’aquestes exhibicions no es té en compte per determinar el futur rang d’un lluitador. La classificació només està determinada pel rendiment en tornejos de gran sumo.

### Divisions

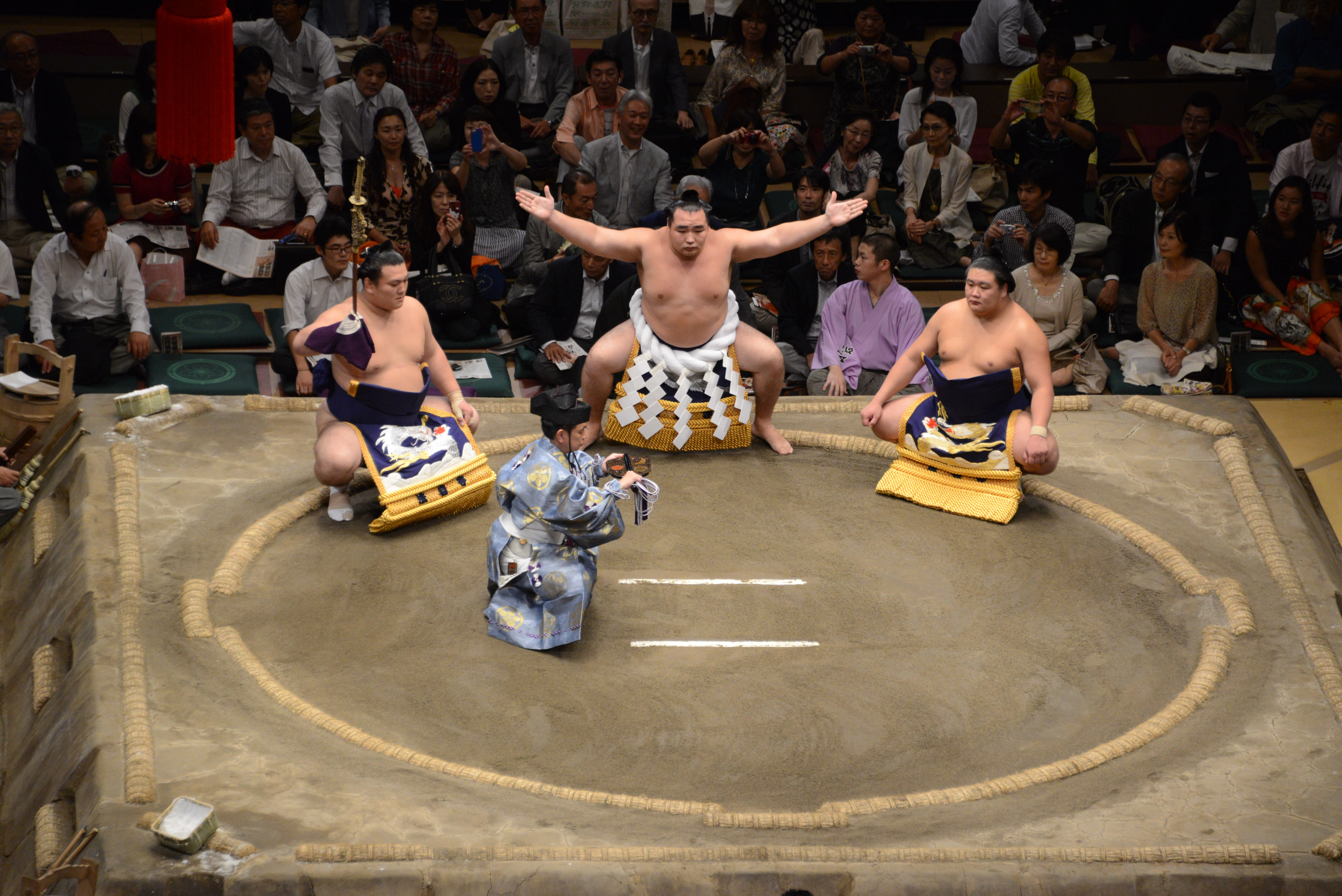
Un Yokozuna realitzant la cerimònia al cercle, mentre està flanquejat per un Tachimochi (portador d’espases) a l'esquerra i un Tsuyuharai (escombrador de rosada) a la dreta.

Hi ha sis divisions en el sumo professional. A continuació se citen per ordre descendent:
1. makuuchi (幕 内) o makunouchi (幕 の 内). Màxim 42 lluitadors; Està dividit en cinc rangs.[9]
2. jūryō (十 両). Fixat en 28 lluitadors.
3. makushita (幕 下). Fixat en 120 lluitadors.
4. sandanme (三 段 目). Fixat en 200 lluitadors.
5. jonidan (序 二段). Uns 200 lluitadors.
6. jonokuchi (序 ノ 口 o 序 の 口). Al voltant de 50 lluitadors.

Els lluitadors comencen competint a la divisió jonokuchi, la més baixa i, si les seves habilitats ho permeten, van pujant fins a la divisió superior. Existeix una gran diferència en el món del sumo entre els lluitadors de les dues divisions principals, conegudes com a sekitori (関 取), i els de les quatre divisions inferiors, coneguts habitualment pel terme més genèric de rikishi (力士). Els rangs reben diferents nivells de compensació, privilegis i estatus.
La divisió makuuchi més alta rep la major atenció dels fans i té la jerarquia més complexa. La majoria dels lluitadors són maegashira (前頭), el rang més baix de la divisió makuuchi, i es classifiquen des del nivell més alt 1 fins a aproximadament al 16 o 17. A cada rang hi ha dos lluitadors, el rang superior es designa com a "est" i l'inferior com a "oest", de manera que la llista va # 1 cap a l'est, # 1 cap a l'oest, # 2 cap a l'est, # 2 cap a l'oest, etc. Per sobre de maegashira hi ha els tres rangs de campions o titulars, anomenats san'yaku, que no estan numerats. Aquests són, per ordre ascendent, komusubi (小結), sekiwake (関 脇) i ōzeki (大関). Al cim del sistema de classificació hi ha el rang de yokozuna (横 綱).
Generalment s’espera que els Yokozuna, o grans campions, competeixin i guanyin el títol del torneig de la màxima divisió regularment, per tant, els criteris de promoció per a yokozuna són molt estrictes. En general, un ōzeki ha de guanyar el campionat durant dos torneigs consecutius o una "actuació equivalent" a considerar per a ascendir a yokozuna. Més d’un lluitador pot ocupar el rang de yokozuna alhora.
A l'antiguitat, el sumo era únicament un esport japonès. Tanmateix, des de la dècada de 1900, el nombre de lluitadors de sumo nascuts a l'estranger ha augmentat gradualment. Al començament d’aquest període, aquests pocs lluitadors estrangers eren catalogats com a japonesos, però sobretot des de la dècada de 1960, es van fer coneguts diversos lluitadors de renom estranger i, en els darrers anys, fins i tot han dominat les divisions superiors. En els deu anys transcorreguts des del gener del 2009 al 2019, cinc dels nou lluitadors ascendits a ōzeki havien nascut a l'estranger i un japonès no havia estat nomenat yokozuna des del 1998 fins a la promoció de Kisenosato Yutaka el 2017. Tot plegat va portar a l'Associació Japonesa de Sumo a limitar el nombre d'estrangers autoritzats en els centres d'entrenament.

### Salari i pagament

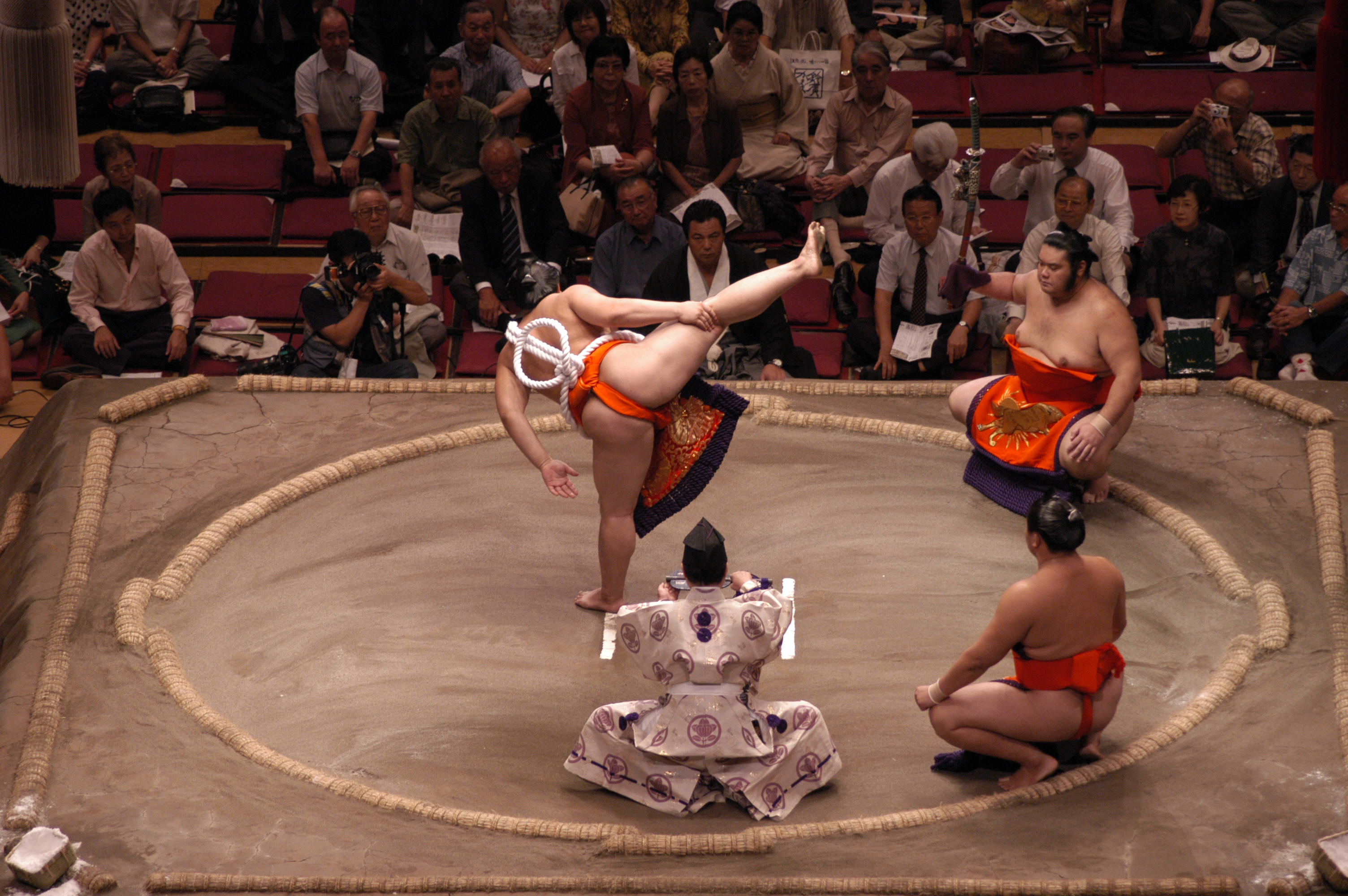
El yokozuna Asashōryū realitzant el distintiu dohyō-iri del seu rang.

A partir del 2018, les xifres salarials mensuals (en iens japonesos) estipulades per a les dues divisions principals van ser les següents:
- yokozuna: 3 milions de ¥ (aproximadament 23.000 €)

- ōzeki: 2,5 milions de ¥, (aproximadament 19.200 €)

- san'yaku: 1,8 milions de ¥, aproximadament 13.800 €)

- maegashira: 1,4 milions de ¥, aproximadament 12.500 €)

- jūryō: 1,1 milions de ¥, aproximadament 8.400 €)

Els lluitadors inferiors a la segona divisió més alta, considerats en pràctiques, només reben un subsidi bastant baix en lloc d’un salari.
A més del salari bàsic, els lluitadors sekitori també reben ingressos addicionals, anomenats mochikyūkin, sis vegades a l'any (un cop cada torneig o basho) en funció del rendiment acumulat en la seva carrera fins aquell moment. Aquesta bonificació augmenta cada vegada que el lluitador aconsegueix un kachikoshi (amb kachikoshi més gran els augments també són més grans). També s’atorguen augments especials per a aquestes bonificacions per guanyar el campionat de la màxima divisió (amb un augment extra important per obtenir una victòria del campionat “perfecte” sense pèrdues ni zenshō-yusho), i també per aconseguir una estrella d’or o kinboshi (yokozuna per una maegashira).
Els lluitadors de San'yaku també reben una assignació de torneig addicional relativament petita, en funció del seu rang, i els yokozuna reben una assignació addicional cada dos torneigs, associada a la creació d'un nou cinturó de tsuna usat a la cerimònia d'entrada a l'anell.
A més, es reparteixen premis al guanyador de cada campionat de la divisió, que van dels 100.000 ¥ per a una victòria de jonokuchi fins als 10 milions de ¥ per guanyar la màxima categoria. A més dels premis per a un campionat, els lluitadors de la màxima divisió que ofereixen una actuació excepcional als ulls d’un jurat també poden rebre un o més de tres premis especials (els sanshō), que aporten 2 milions de ¥ cadascun.
Els combats individuals de la primera divisió també poden ser patrocinats per empreses, amb un premi resultant anomenat kenshōkin. Per als combats que impliquen yokozuna i ōzeki, el nombre de patrocinadors pot ser bastant gran, mentre que per als enfrontaments de rang inferior habitualment no hi ha cap patrocinador, a menys que un dels lluitadors sigui particularment popular o que una empresa tingui la política de patrocinar tots els seus enfrontaments. A partir del 2019, un sol patrocini costava 70.000 ¥, amb 60.000 ¥ per al guanyador del combat i 10.000 ¥ deduïts per l'Associació Japonesa de Sumo per costos i taxes. Immediatament després del partit, el guanyador rep un sobre de l'àrbitre amb la meitat de la seva part del patrocini, mentre que l'altra meitat es posa en un fons per a la seva retirada. No es concedeix cap premi en cas de combats decidits per un fusenshō (victòria per defecte per l’absència de l’adversari.) o una victòria perduda.

## Dones i sumo
A les dones no se'ls permet competir professionalment en sumo. Tampoc no se'ls permet entrar al ring de lluita (dohyō), una tradició que es deriva de les creences xintoistes i budistes que les dones són "impures" a causa de la sang menstrual.

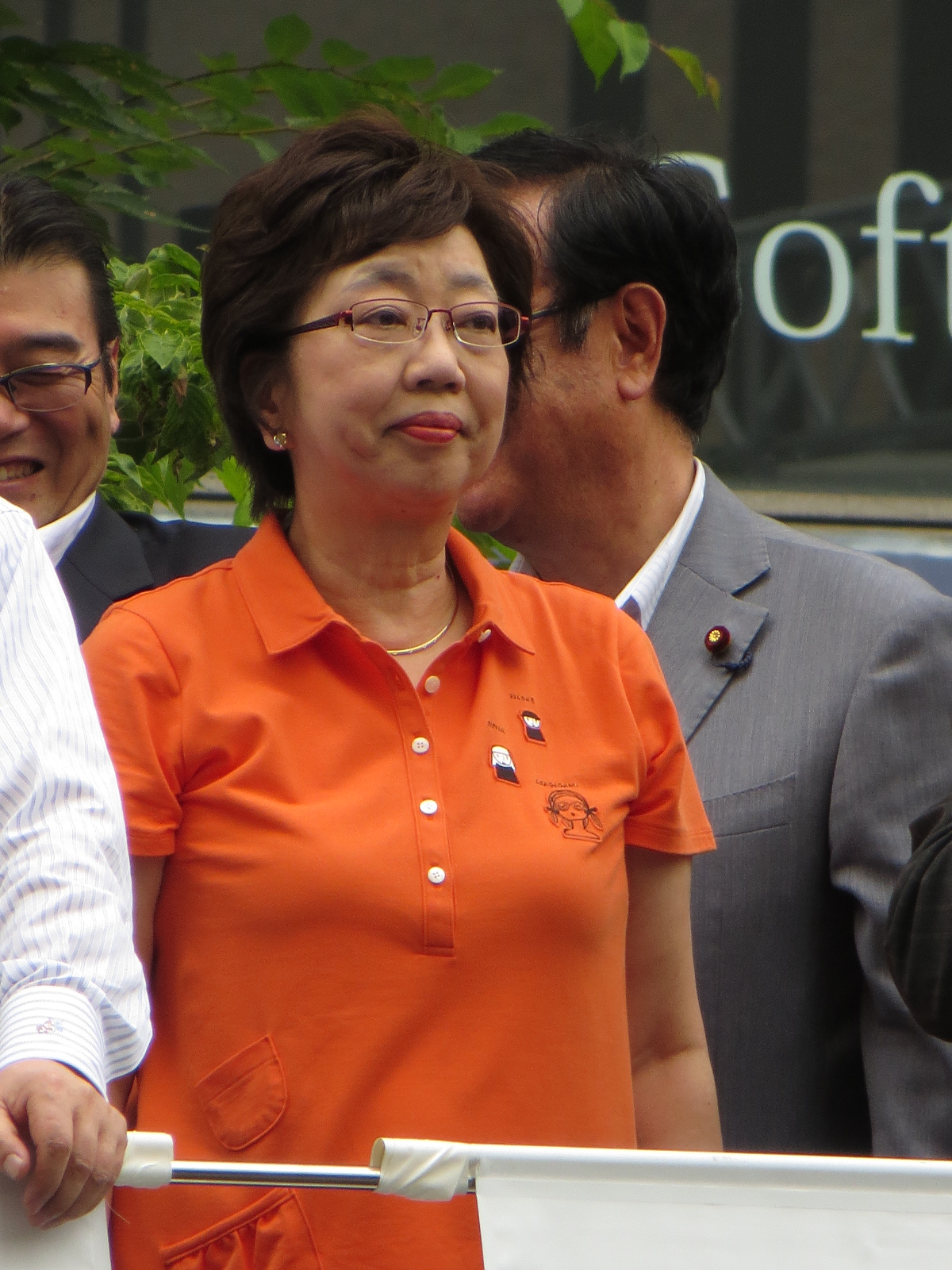
Fusae Ota el 2013.

Fusae Ota, governadora d'Osaka entre el 2000 i el 2008, hauria d'haver pogut lliurar el Premi del Governador al campió del torneig anual d’Osaka, a la passarel·la al costat de l’anell. Va desafiar reiteradament la política de l'AJS negant-se a enviar un representant masculí sol·licitant que se li permetés complir el seu paper tradicional com a governadora. Les seves peticions van ser rebutjades reiteradament fins al final del seu mandat de cinc anys.
A l’abril de 2018, durant una exhibició de sumo que no formava part de cap torneig oficial a la prefectura de Kyoto, dues dones es van afanyar a ajudar l’alcalde de Maizuru quan es va desmaiar al mig del dohyō. Mentre aquelles dones intentaven donar tractament d'emergència a l'alcalde, un àrbitre els va demanar repetidament que abandonessin el cercle. Més tard, el president de l'AJS es va disculpar pel que va qualificar de resposta inadequada, dient que apreciava molt els esforços que havien demostrat les dones.
Els que critiquen la marginació de la dona en el món del sumo al·leguen el seu tarannà discriminatori i opressiu. En general, s’espera simplement que les dones del món del sumo siguin esposes de suport dels lluitadors i, en el cas que el seu marit s’hagi convertit en mestre d’un centre d'entrenament, una mare subrogada de tots els seus lluitadors en formació. La visió de l'AJS és que aquesta és una tradició que s'ha mantingut fermament al llarg dels segles, de manera que seria un deshonor per a tots els seus avantpassats canviar-la.
Tot i així, no sempre ha estat així. A partir del segle xviii es va crear una forma de sumo femení (女 相撲, onnazumo) en algunes zones del Japó. A les ciutats era més aviat un espectacle associat sovint als prostíbuls. No obstant això, en algunes zones del Japó el sumo femení va tenir un paper seriós en determinats rituals xintoistes. En els anys posteriors, hi va haver gires limitades de sumo femení que van durar un temps. Tanmateix, la majoria dels japonesos no consideren que el sumo femení sigui autèntic i ara està prohibit que es dugui a terme més enllà dels entorns aficionats.